# 奧林匹克越野車中心 (里約熱內盧)
22°51′30″S 43°24′45″W / 22.85833°S 43.41250°W
奧林匹克越野車中心（Olympic Mountain Bike Center）是一個位於巴西里約熱內盧德奧多羅的越野車場地。此處為2016年夏季奧林匹克運動會自由車比賽越野車項目的舉辦地點。